# Anna Rosina Lisiewska
Anna Rosina Lisiewska, primo voto Matthieu, secundo voto de Gasc (ur. 10 lipca 1713 w Berlinie, zm. 26 marca 1783 w Dreźnie) – niemiecka malarka polskiego pochodzenia.

## Życiorys

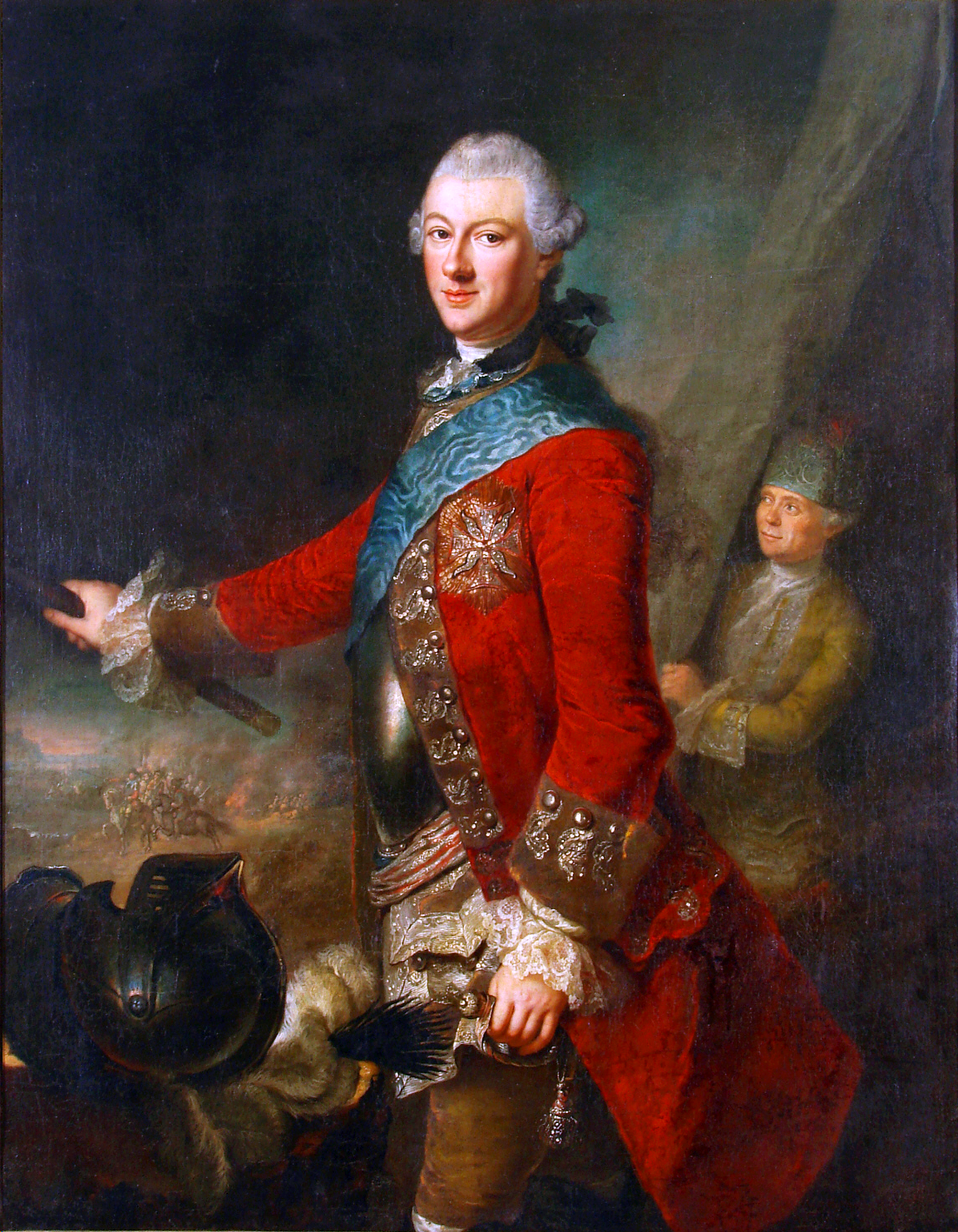
Portret księcia Michała Ogińskiego, 1755

Urodziła się w rodzinie malarza Georga Lisiewskiego, który był jej nauczycielem. Jej brat Christoph Friedrich Reinhold (1725–1794) oraz siostry Anna Dorotea (1721–1782) i Julia (1723–1794) także byli malarzami. Wychodziła za mąż dwukrotnie, pierwszy raz w 1741 za Georga Dawida Matthieu (1697–1755), z którym miała dwoje dzieci Rosinę Christianę Matthieu (1744 lub 1748–1795) i Henryka Fryderyka Leopolda Matthieu (1750–1778), wszyscy oni także byli malarzami. Drugim mężem artystki został w 1760 asesor Luis von Gasc, przyjaciel Gottholda Ephraima Lessinga, z tego małżeństwa również urodziło się dwoje dzieci.
Malarka przebywała na dworach niemieckich książąt m.in. Anhalt-Zerbst, gdzie ok. 1756 wykonała tzw. Galerię Piękności składającą z 40 portretów dam. Pracowała też na zlecenie książąt brunszwickich, od których otrzymała tytuł nadwornej malarki. Była aktywna w Holandii i Berlinie, w 1769 została członkiem Akademii w Dreźnie.
Anna uprawiała, podobnie jak ojciec, malarstwo portretowe, rzadziej historyczne i alegoryczne. Posługiwała się głównie techniką olejną i sporadycznie pastelami. Na jej twórczość miał wpływ nauczyciel Antoine Pesne, od którego przejęła zamiłowanie do precyzyjnego odtwarzania tkanin i koronek. Anna Rosina Lisiewska znana jest głównie w Niemczech, gdzie znajduje się większość jej prac. Muzeum Narodowe w Warszawie posiada jej trzy obrazy: Portret Samuela von Cocceji, Portret damy i Portret damy z dzieckiem.

## Wybrane prace
- Portret Sophie Friederike Auguste zu Anhalt-Zerbst (późniejszej carycy Katarzyny II), 1740, trzy wersje, dwie w Akademii Sztuk w Petersburgu,
- Portret rodziny malarki, 1758,
- Portret księżnej Charlotty Philippiny Brunszwickiej, 1768,
- Portret księcia Ferdynanda Brunszwickiego, 1768,
- Portret księżnej Oranii, 1768,
- Portret księżnej z Ganderschiem, 1773,
- Portret pani von Branconi 1770.